# Parafia Matki Bożej Częstochowskiej w Brzeźnie
Parafia Matki Bożej Częstochowskiej w Brzeźnie – parafia rzymskokatolicka, znajdująca się w diecezji włocławskiej, w dekanacie lipnowskim. 

## Duszpasterze
- proboszcz: ks. Jacek Kopczyński (od 2008)

## Kościoły
- kościół parafialny: Kościół Matki Bożej Częstochowskiej w Brzeźnie
- kaplica filialna: Kaplica Chrystusa Króla Miłosiernego w Maliszewie